# Riverview (Nuovo Brunswick)
Riverview (tradotto letteralmente dall'inglese "Vista sul fiume"), è una città canadese nel sud-est del Nuovo Brunswick, si trova nella parte sud del fiume Petitcodiac, dalla parte opposta dalla ben più grande città di Moncton. La superficie di Riverview è di circa 34 km quadrati, con una densità di circa 500 persone per km quadrato. Un censimento del 2006 ha rilevato 17.832 abitanti nella città, questo non poco basso numero di abitanti ha permesso una petizione per essere classificata come "città" (e non più come paese). 
Una particolarità di Riverview (che non l'ha agevolata affatto nella richiesta per essere classificata come "città") è che in essa il 94% dei residenti è anglofono è non accetta di buon grado il dover imparare e/o avere a che fare con la lingua francese (cosa molto strana per una città canadese, in quanto notoriamente il Canada è una nazione bilingue dove ci sono leggi molto severe per far rispettare il bilinguismo nel paese). Riverview nonostante abbia diverse difficoltà in ambito commerciale sta comunque crescendo come popolazione.

## Il Gunningsville Bridge e le controversie sul ponte
Riverview è collegata con il resto dell'area del Grande Moncton (che comprende anche Dieppe e Moncton) da un ponte autostradale. Il Ponte in questione ha avuto molte critiche fin da quando fu costruito (nel 1968) in quanto ostacola in parte il flusso di acque che alimenta alcune turbine lungo il fiume che rappresentano una fonte di energia per il paese. Il fiume sotto il ponte è famoso anche per i vortici che creano le correnti e che spesso fanno emergere sostanze melmose sulla superficie dell'acqua. Un altro fatto (anche se smentito più volte) che viene preso come simbolo per la protesta del ponte è la presenza sempre minore di salmoni. Secondi molti la presenza di salmoni calerebbe per via dell'autostrada e quindi del ponte, per re-inserire i salmoni e farli riprodurre sarebbe necessari distruggere il ponte.

## Altre controversie, il futuro del Lago Petitcodiac
Il lago Petitcodiac è un lago costruito principalmente grazie alla costruzione del ponte che ha alzato di molto il suo livello dell'acqua. Nel lago vi è un vero e proprio ecosistema (con varie specie di uccelli e pesci) che in caso di demolizione del ponte verrebbe seriamente compromesso. Il progetto per la rimozione del ponte è stimato in 68.000.000 dollari. Stima effettuata nel 2004.